# Diasporidion argentinense
Diasporidion argentinense là một loài bọ cánh cứng trong họ Cerambycidae.